# Michael Economou
Michael Economou, född 7 juni 1956 i Malmö, är en svensk kulturskribent, poet och författare.
Economou är född och uppvuxen i Malmö med en grekisk far och en svensk mor. Han har gett ut böcker på Ellerströms förlag, Ariel förlag, Black Island Books, Nova Förlag, Smockadoll förlag samt på Fri Press förlag. Han har också översatt litteratur, bland annat grekisk lyrik och prosa tillsammans med Vasilis Papageorgiou. År 2021 publicerades diktsamlingen Vid ödekyrkan i Svensköps socken på Fri Press förlag. 2022 utkom Thomas Merton - Dikter i urval på Silentium skrifter, översatt tillsammans med Stefan Albrektsson. Senare samma år utkom Ted & Sylvia   Ett förståelseförsök på h:strom förlag. Under våren 2024 publicerades en urvalsvolym med dikter skrivna åren 1988–2024 (Nova förlag, Lund).